# Parlez-nous d'amour
Pour plus de détails, voir Fiche technique et Distribution.
Parlez-nous d'amour est un film québécois réalisé par Jean-Claude Lord, sorti en 1976.

## Synopsis
Parlez-nous d'amour dénonce, via le personnage de Jeannot (Jacques Boulanger), le processus d'aliénation des masses mis en place par les émissions de variétés. Il dresse également un portrait particulièrement triste de leur public.

## Fiche technique
- Réalisation : Jean-Claude Lord
- Scénario : Jean-Claude Lord et Michel Tremblay
- Images : François Brault
- Montage images : Jean-Claude Lord et Lise Thouin
- Son : Henri Blondeau
- Production : Pierre David (producteur), Robert Ménard (producteur délégué)
- Société de production : Les Productions Mutuelles (Québec)
- Pays d'origine : Canada
- Langue : français
- Format : couleur, 16 mm
- Genre : comédie
- Durée : 126 minutes
- Date de sortie : 
  - Canada : 24 septembre 1976
- Classification : 
  - Canada : 13 ans et plus

## Distribution
- Jacques Boulanger : Jeannot
- Benoît Girard : Pierre Vignon, le chanteur
- Claude Michaud : Benoit Marquis, l'agent
- Anne Létourneau : Jeune chanteuse prometteuse
- Nicole Cloutier : Jeune chanteuse prometteuse
- Véronique Béliveau : Jeune chanteuse prometteuse
- Manda Parent : Mignonne
- Monique Mercure : Madame Jeannot
- Rita Lafontaine : Hélène Doyon, Grande admiratrice de Jeannot
- Françoise Berd : Ruby, Grande admiratrice de Jeannot
- Amulette Garneau : Grande admiratrice de Jeannot
- Élise Varo : Grande admiratrice de Jeannot
- Marie-Thérèse Beaulieu : Fan de Jeannot
- Lucille Bélair : Fan de Jeannot
- Gaétane Bélanger : Fan de Jeannot
- Christiane Breton : Fan de Jeannot
- Myrka Brodeur : Fan de Jeannot
- Madeleine Cardin : Fan de Jeannot
- Marthe Choquette : Fan de Jeannot
- Lilian Dawson : Fan de Jeannot
- Denise de Jaguère : Fan de Jeannot
- Christiane Delisle : Fan de Jeannot
- Colette Dorsay : Fan de Jeannot
- Anne-Marie Ducharme : Mlle Rose Lépine, Fan de Jeannot
- Reine France : Fan de Jeannot
- Marie Fresnières : Fan de Jeannot
- Claude Gasse : Fan de Jeannot
- Renée Girard : Fan de Jeannot
- Fleurance Laplante : Fan de Jeannot
- Germaine Lemyre : Fan de Jeannot
- Lise L'Heureux : Fan de Jeannot
- Lucie Mitchell : Fan de Jeannot
- Thérèse Morange : Fan de Jeannot
- Madeleine Pageau : Fan de Jeannot
- Gisèle Trépanier : Fan de Jeannot
- Lucie Vadnais : Fan de Jeannot
- Suzanne Versailles : Fan de Jeannot
- Francine Vézina : Fan de Jeannot
- Lucienne Zouvi : Fan de Jeannot
- Jean-Marie Lemieux : Boss de Jeannot
- Roger Lebel : Boss de Jeannot
- Bertrand Gagnon : Boss de Jeannot
- Francine Giroux : Épouse d'un boss de Jeannot
- Madeleine Sicotte : Épouse d'un boss de Jeannot
- Paul Gauthier : Propriétaire de Corm
- Denise Dubreuil : Femme du propriétaire
- André Montmorency : Le journaliste à potins
- Denis Drouin : Le producteur de disques
- Roger Garand : Le réalisateur
- Lise Thouin : La scripte
- Danièle Roy : Une recherchiste
- Pascal Desgranges : Un recherchiste
- Guy L'Écuyer : Le maquilleur
- Jean-Pierre Cartier : Le régisseur
- Gilbert Comtois : Un autre réalisateur
- Jean-Denis Leduc : Un autre réalisateur
- Gisèle Dufour : Animatrice de Hot Lines
- Georges Carrère : Animateur de Hot Lines
- Yvon Barrette : Petite Pègre
- Michelle Rossignol : Serveuse de "La Gigolette"
- Yvette Thuot : La mère de Jeannot
- Jacques Desbaillets : Le père de Jeannot
- Sylvie Collard : La belle petite
- Gabriel Arcand : Client violent de "La Gigolette"
- Monique Aubry : Mère d'une des jeunes chanteuses prometteuses
- Jacques Bilodeau
- Pierrette Boucher
- Evelyn Cazes
- Dominique Chartrand
- Christian Chiosa
- Marie Chouinard
- Raymond Cloutier
- Michèle Craig
- Pierre Curzi : Client violent de "La Gigolette"
- Paul Dion
- Muriel Dutil : Amie de Mignonne
- Jacques Famery
- Henry Gamer
- Diane Guérin
- Marc Hébert
- Roland Jetté
- Armand Labelle
- Jocelyne Lachance
- Robert Lavoie
- Lyne-Laurette Lebrun
- Marguerite Lemir
- Hubert Loiselle
- Gisèle Lussier
- Janine Paquet
- Philippe Robert
- Jacques Thisdale : Mari violent
- Georges Thurston
- Roger Turcotte